# Hugo Barbet
Hugo Barbet (* 22. November 2001 in Challans) ist ein französischer Fußballspieler, der beim FC Nantes in der Ligue 1 unter Vertrag steht.

## Karriere

### Verein
Barbet begann seine fußballerische Ausbildung im August 2007 beim FC Challans in seinem Geburtsort. Nach neun Jahren wechselte er in die Jugendakademie von EA Guingamp. In der Saison 2017/18 stand er bereits im Kader der zweiten Mannschaft und in der Spielzeit darauf kam er schon zu drei Einsätzen in der National 3. In den nächsten drei Saisons zusammen kam er in der National 2 auf 15 Reserveeinsätze. Am 8. Januar 2022 (22. Spieltag) wurde er im Ligaspiel gegen den FC Valenciennes spät für den verletzten Enzo Basilio eingewechselt und debütierte somit in der Ligue 2. Nach einem weiteren Einsatz für die Profimannschaft wurde er für die gesamte Spielzeit 2022/23 an den Drittligisten FC Borgo verliehen. Dort war er Stammtorwart und bekam in vier Partien seiner 29 Einsätze kein Gegentor, stieg jedoch mit dem Verein ab.
Im Sommer 2023 wechselte er schließlich zum FC Nantes, wo er einen Zwei-Jahres-Vertrag erhielt. Dort spielte er in der Saison 2023/24 14 Mal für die Ersatzmannschaft und stand nur einmal im Kader der Profis.

### Nationalmannschaft
Barbet kam zu einigen Einsätzen für die Juniorennationalmannschaften Frankreichs. Mit dem U20-Team gewann er 2022 das Maurice-Revello-Turnier.

## Erfolge
EA Guingamp B
- Aufstieg in die National 2: 2019

Frankreich U20
- Maurice-Revello-Turnier: 2022